# Łuniński Rezerwat Biologiczny
Republikański Łuniński Rezerwat Biologiczny (biał. Біялагічны заказнік рэспубліканскага значэння «Лунінскі»; ros. Республиканский биологический заказник «Лунинский») – rezerwat biologiczny położony na Białorusi, chroniący reliktowe stanowisko lobelii jeziornej oraz naturalne dębowe lasy łęgowe.
Nazwa pochodzi od pobliskiej miejscowości Łunin.

## Położenie
Rezerwat położony jest w rejonie łuninieckim, na północny zachód od Łunińca.

## Historia
Rezerwat Krajobrazowy Jezioro Białe utworzono uchwałą Rady Ministrów Białoruskiej SRR w 1976. Jego powierzchnia początkowo wynosiła 115 ha. Głównym celem rezerwatu była ochrona stanowisk lobelii jeziornej. Kontrole wykazywały wiele naruszeń reżimu ochronnego, takich jak wylesianie, połów ryb czy wypas bydła. Było to powodem zwiększenia powierzchni rezerwatu w 1994.
27 lutego 1997 Rady Ministrów Republiki Białorusi zlikwidowała Rezerwat Krajobrazowy Jezioro Białe i ustanowiła w jego miejsce Łuniński Rezerwat Biologiczny.

## Biotopy i hydrologia
Szczególnie cennym siedliskiem są łęgowe lasy dębowe, będące pozostałością po rozległych niegdyś lasach liściastych Polesia. Dęby liczą do 90 - 140 lat. Rezerwat obejmuje także lasy grabowe, mieszane dębowo-grabowe i sosnowe z domieszkami drzew liściastych. Lasy porastają tereny podmokłe.
Występują tu torfowiska. Rezerwat obejmuje dwa jeziora - Jezioro Białe i Jezioro Czarne. Brak jest na jego terenie większych rzek.

## Fauna i flora

### Fauna
Łuniński Rezerwat Biologiczny zamieszkuje:
- 140 gatunków ptaków, w tym 15 rzadkich (m.in. gadożer zwyczajny, puchacz zwyczajny, puszczyk mszarny, zielonka, kraska zwyczajna, bąk zwyczajny, bączek zwyczajny, żuraw zwyczajny, bielik, rybołów, pustułka zwyczajna, orlik krzykliwy, kobuz, dzięcioł zielony i bocian czarny)
- 13 gatunków ssaków (m.in. orzesznica leszczynowa)
- 7 gatunków płazów
- 5 gatunków gadów
- owady (m.in. pływak szerokobrzeżek)[1][2][5].

### Flora
8 występujących w rezerwacie gatunków roślin jest wpisanych do Czerwonej Księgi Białorusi. Florę Łunińskiego Rezerwatu Biologicznego reprezentują następujące gatunki roślin: lobelia jeziorna, arnika górska, obuwik pospolity, lilia złotogłów, czosnek niedźwiedzi, buławnik czerwony i podkolan zielonawy.
Z drzew występują m.in. dąb, sosna, grab, brzoza i olsza czarna.